# Seksesysteem
Het seksesysteem of genderorde wordt gezien als de ordening volgens welke de maatschappij de biologische sekse-verschillen transformeert in onderlinge machtsverhoudingen door middel van rolpatronen en de bijbehorende waarden en normen waaraan de verschillende seksen zouden moeten voldoen. Zo werd de man lange tijd gezien als kostwinner en de vrouw als degene die voor de kinderen zorgt. Dat alles in de maatschappij hierop wordt aangepast, van reclame voor kindersnoepjes tot wat voor beroepen typisch mannelijk zouden zijn, wordt heteronormativiteit genoemd, waarbij de heteroseksuele voorkeur en de rolpatronen hierbij (het seksesysteem) de norm is. Vaak wordt wat hierbuiten valt afgekeurd door verschillende groeperingen.
De term vindt haar oorsprong in de culturele antropologie maar wordt ook gebruikt door de feministische vrouwenbeweging uit de Tweede feministische golf, de homobeweging (in de terminologie daar heet het: 'heteronormaliteit') en de transgenderbeweging.